# Д’Арре, Генрих Луи
Генрих Луи д’Арре (нем. Heinrich Louis d'Arrest; 13 июля 1822, Берлин — 14 июня 1875, Копенгаген) — немецкий астроном, один из открывателей планеты Нептун.

## Биография
Будучи ещё студентом, д’Арре помог Иоганну Галле в поиске Нептуна. 23 сентября 1846 года. Он предложил сравнить недавно зарисованную на подробной звёздной карте часть неба в той области, в которой Урбен Леверье предсказал местоположение планеты, с текущим видом неба, чтобы найти сместившийся объект (планету), в отличие от неподвижных звёзд. Нептун был обнаружен той же самой ночью.
С 1857 по 1875 год был директором обсерватории Копенгагенского университета.
Открыл три кометы: две долгопериодические — C/1844 Y2 и C/1857 D1, и одну короткопериодическую — 6P. Последняя открыта в 1851 году в Лейпцигской обсерватории.
Также изучал астероиды (открыл астероид (76) Фрейя) и туманности.
Награждён Золотой медалью Королевского астрономического общества в 1875 году.
Генрих Луи Д’Арре скончался в Копенгагене от разрыва сердца.
В его честь названы кратер Дарре на Луне, кратер на спутнике Марса Фобосе и астероид 9133 д’Арре.